# Mount Vernon (Iowa)
Mount Vernon è una città degli Stati Uniti d'America, situata nello Stato dell'Iowa, nella Contea di Linn.